# Kassandra-Maler (Attika)
Der Kassandra-Maler ist ein attischer Vasenmaler des schwarzfigurigen Stils.
Der Zeitgenosse des Heidelberg-Malers dekorierte Sianaschale mit hohen Füßen und Rändern. Die von ihm verzierten Schalen sind von mittlerer Größe. Er gilt als der erste Produzent von Kleinmeister-Schalen. Seinen Notnamen erhielt er aufgrund einer Kassandra-Darstellung auf einer seiner Schalen.